# 汕頭港
汕頭港是中國廣東省東部汕頭市的港口，也是廣東省的五大樞紐港之一。汕頭港歷史可以追溯至第二次鴉片戰爭後，清政府簽訂《天津條約》，劃潮州為通商口岸。由於潮州城內民眾抵抗激烈，西方國家遂在潮州城外開闢通商口岸，進行貿易。現在汕頭港擁有19個萬噸級深水泊位，89個500噸級以上泊位。汕頭港現有老港區、珠池港區、馬山港區、廣澳港區、海門港區、南澳港區、榕江港區七個港區，其中規模最大的是珠池港區，而今後主力發展的港區是廣澳、海門港區。汕頭港是粵東地區唯一有專業集裝箱泊位的港口，但因碼頭數量有限，粵東的大部分集裝箱仍經由深圳港或廈門港出口。2017年，汕頭港完成貨物吞吐量129.9萬TEU。

## 港区现状
按照《粤东港口群发展规划（2012-2030年）》文件中提及的情况，截至2015年底，汕头港现共设置九个港区，分别是：广澳港区、海门港区、湾内港区（包括原珠池港区、马山港区、榕江港区（内河）、老港区）、南澳港区、田心港区。

### 老港区
主要功能以：以散、杂货运输为主，主要为汕头市生产生活物资运输服

### 珠池港区
在广澳港区形成规模化运作之前，珠池港区曾经是汕头港乃至粤东港口群深水泊位最多，规模最大的大型现代化港区。其码头岸线长2159米，陆域纵深900米，码头前沿水深-11.7米，拥有通用件杂货和集装箱泊位13个，其中1～2.5万吨级泊位9个，年设计通过能力600万吨。 一期工程于1995年底建成投产，包括2万吨级多用途泊位1个、1.5万吨级杂货泊位1个、千吨级驳船泊位1个、500吨级驳船泊位3个，年设计吞吐能力120万吨。二期工程建设规模为5个深水多用途泊位，其中包括2个2万吨级泊位，2个1.5万吨级泊位，1个1万吨级泊位，设计用途为钢材、杂货、集装箱等，年设计通过能力240万吨，于2004年10月试投产。因珠池港区地处榕江出海口，属于河口港，泥沙沉积较多，码头岸线水深较浅。加之受海湾大桥限制，5万吨以上船舶无法进港，船舶大多停留在3万吨以下。条件限制以及为城市发展做让步等原因，在广澳港二期工程完工后，珠池港区的运力将陆续转移到广澳港区。截至2021年1月底，除国际集装箱码头的两个2.5万吨集装箱泊位还在整肠生产外，其他码头均已停产或搬迁至广澳港区
3）马山港区：以煤炭运输为主，主要为后方华能电厂提供服
4）堤内港区：以散、杂货和集装箱运输为主的综合性港

### 广澳港区
广澳港区现有起步期工程、一期工程和二期工程三大组团，还有若干其他类型的码头，如汕头暹罗燃气码头和建设中的（疑似烂尾）石化码头等。

#### 广澳港起步工程
位置：广澳港区一港池东南侧
泊位：3.5万吨级通用泊位，岸线长度240米
设计通过能力：225万吨（225万吨为作者估计值，其中包括22万标准集装箱和散杂货5万吨）
配套设备：大连重工41吨岸桥2台；振华重工41.5吨岸桥1台；场桥6台
投产时间：1995年12月
现状：已顺利验收投入运营并与一期工程实现联合作业。
广澳起步工程于1996年底建成投产，包括2万吨级多用途码头1座，长度240米，码头前沿水深—13米，千吨级杂货码头1座，设计年通过能力为57万吨。 2020年12月31日，起步期改造工程动工，计划投资1.2亿元，项目设计年吞吐量为集装箱22万TEU、散杂货5万吨，可满足3万吨级集装箱船舶和3.5万吨级散货船舶靠泊，有条件减载靠泊5万吨级散货船舶和集装箱船舶。拥有集装箱装卸作业功能，同时可兼顾散杂货作业。截至2021年7月，改造工程已顺利验收投入运营并与一期工程实现联合作业。

#### 广澳港一期工程
位置：广澳港区一港池东北侧
泊位：5万吨级集装箱泊位2个，可减载靠泊7万吨级集装箱船，岸线长度435米
设计通过能力：年吞吐量为300万吨，其中集装箱30万标箱
配套设备：大连重工51吨岸桥4台；场桥6台
投产时间：2013年4月13日通过竣工验收

一期工程于2002年11月开工建设，2013年4月13日通过竣工验收。拥有5万吨级集装箱泊位2个，可减载靠泊7万吨级集装箱船，岸线长度435米。设计通过能力：年吞吐量为300万吨，其中集装箱30万标箱。两个5万吨级集装箱泊位在二期工程投产之前是粤东地区规模最大、设备最先进的集装箱码头，可接卸第五、六代集装箱船舶，目前是汕头港最为繁忙的码头之一。

#### 广澳港二期工程
位置：广澳港区一港池北侧
泊位：10万吨级集装箱泊位2个；1万吨级集装箱泊位1个（水工结构预留10万吨级），岸线长度1016米
配套设备：大连重工65吨岸桥6台；振华重工41吨岸桥2台；场桥18台（待考究）
设计通过能力：年吞吐能力1250万吨，其中集装箱125万标箱
投产时间：2019年7月18日投入试运营

二期工程于2016年12月29日开工建设，2019年7月18日试运营，2019年10月15日竣工验收，建成10万吨级集装箱泊位2个；1万吨级集装箱泊位1个（水工结构预留10万吨级），岸线长度1016米。设计通过能力：年吞吐能力1250万吨，其中集装箱125万标箱

#### 暹罗燃气LPG加工储运基地
泊位：5万吨级、2万吨级和5千吨级液化石油气（LPG）专用码头泊位共3个
配套设备：总储量20万立方米地下储罐2个
设计通过能力：年设计吞吐量达200万吨
投产时间：1996年

该码头原由加德士海洋燃气能源有限公司运营，该公司是全球500强雪佛龙－德士古集团旗下的一家中外合资企业，由加德士（中国）有限公司和汕头海洋（集团）石油化工有限公司在1996年合资成立。该企业主要发展液化石油气的储运和销售，是中国第一家采用世界最先进的地下岩洞储存液化石油气技术的企业。当年的加德士LPG加工储运基地总投资一亿多美元，是该公司在华最大的投资项目。后来，该基地被暹罗燃气能源有限公司收购，并于2011年11月26日恢复试投产。

#### 广澳宏田石化码头
位置：广澳港区一港池南侧
泊位：2万吨级石化泊位（结构5万吨级），岸线长度303米。
设计通过能力：169万吨
配套设备：配套库区总占地面积316亩，拟建设库容为21万立方米液体石油化工品仓储区。
开工时间：2015年9月13日
现状：广澳港区2万吨级石化码头项目总投资4.97亿元，项目集装卸、仓储于一体，主要储存和中转油品及液体化工品，由汕头招商局港口集团与香港宏田能源有限公司合资兴建。目前尚在建设中。

#### 广澳港区三期
目前已明确要按照广澳港区综合项目贯彻国防战备要求开展申报列入国家交通战备“十四五”规划及国家重大项目。目前，省发改委已将广澳港区三期纳入粤港澳大湾区世界级港口群，上报争取列入“十四五”国家重大项目。省交通运输厅（省交战办）已将项目上报国家交战办，争取列入国家交通战备“十四五”规划。我市将继续加强向省发展改革委、省交战办跟进具体进展，加快推进项目前期各项工作。

#### 粤电LNG项目
省重点项目广东粤电汕头天然气有限公司粤电LNG项目，总投资约为110亿元，总规模为600万吨每年，分两期建设，项目建成投产后年均产值约200亿元。目前项目已被列入广东省2020年重点建设前期预备项目，2021年是否开工尚不清楚。
6）海门港区：以大宗能源和原材料运输为主，主要服务临港产业发展，兼顾腹地散货运
7）南澳港区：规划预留港区，结合发展需要适时开
8）田心港区：规划预留港区，结合发展需要适时开
9）榕江港区：规划内河港区，以散、杂货运输为主，主要为榕江沿江经济发展服务

## 相册

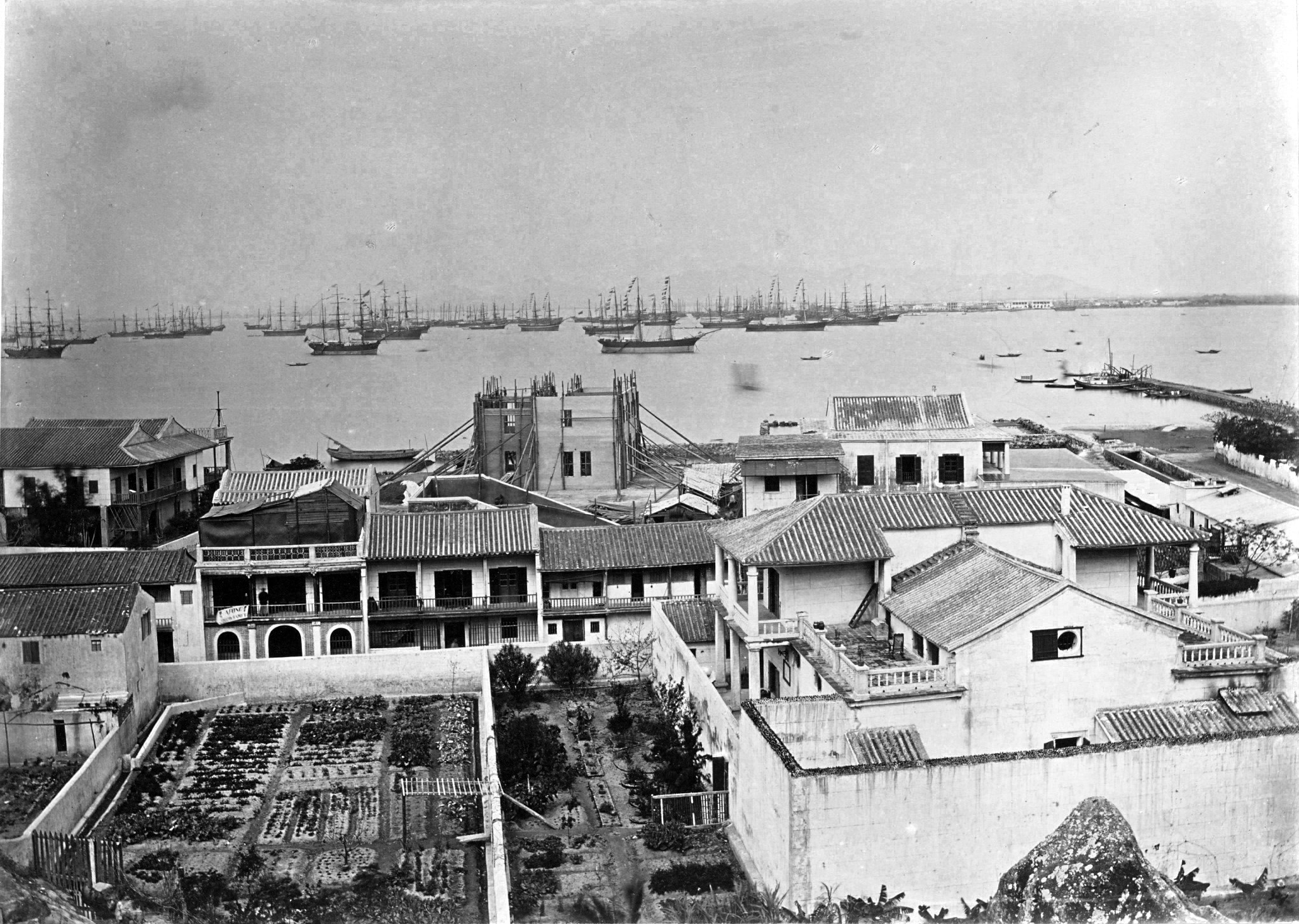
汕头港
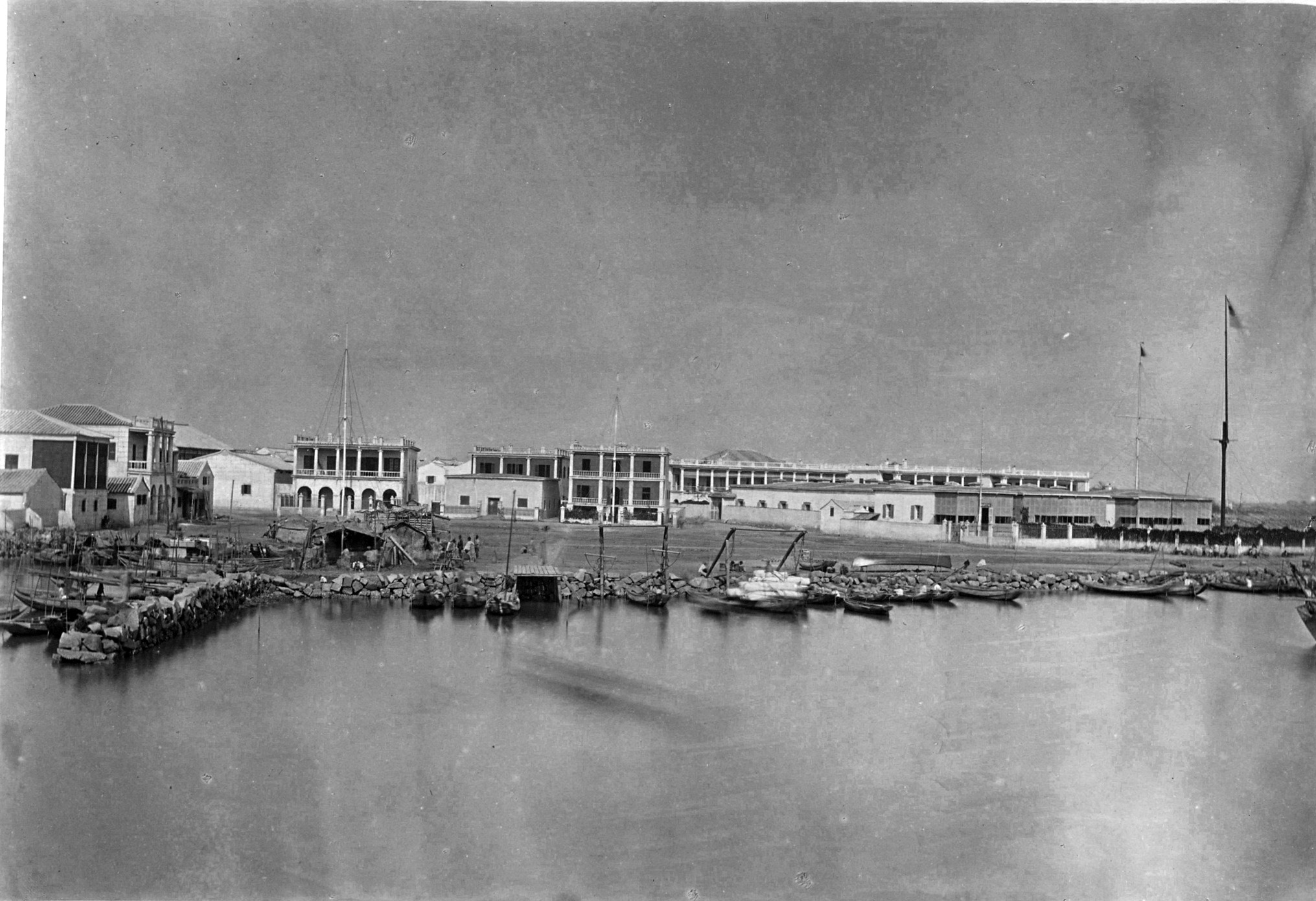
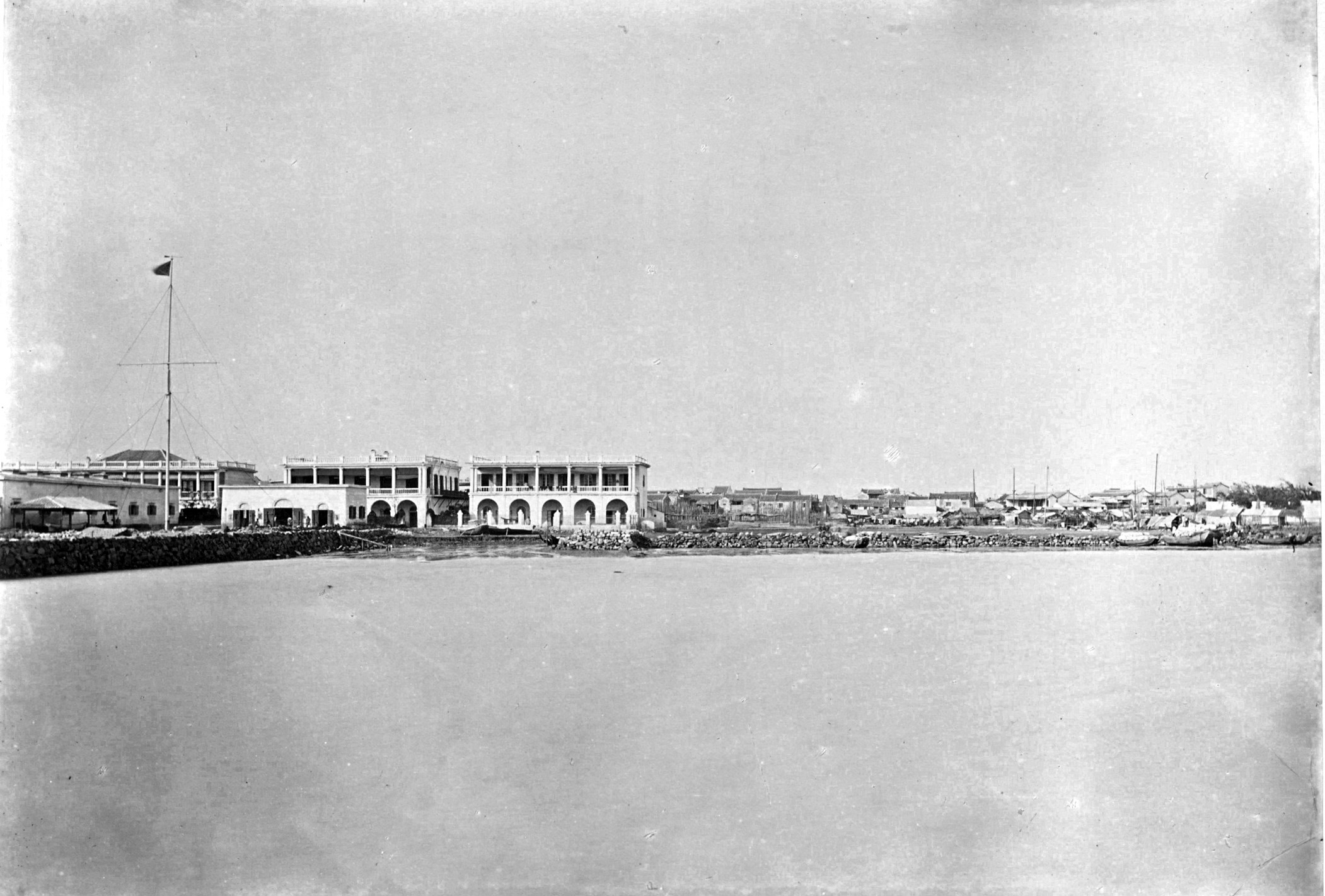
十九世纪的汕头海关大楼。
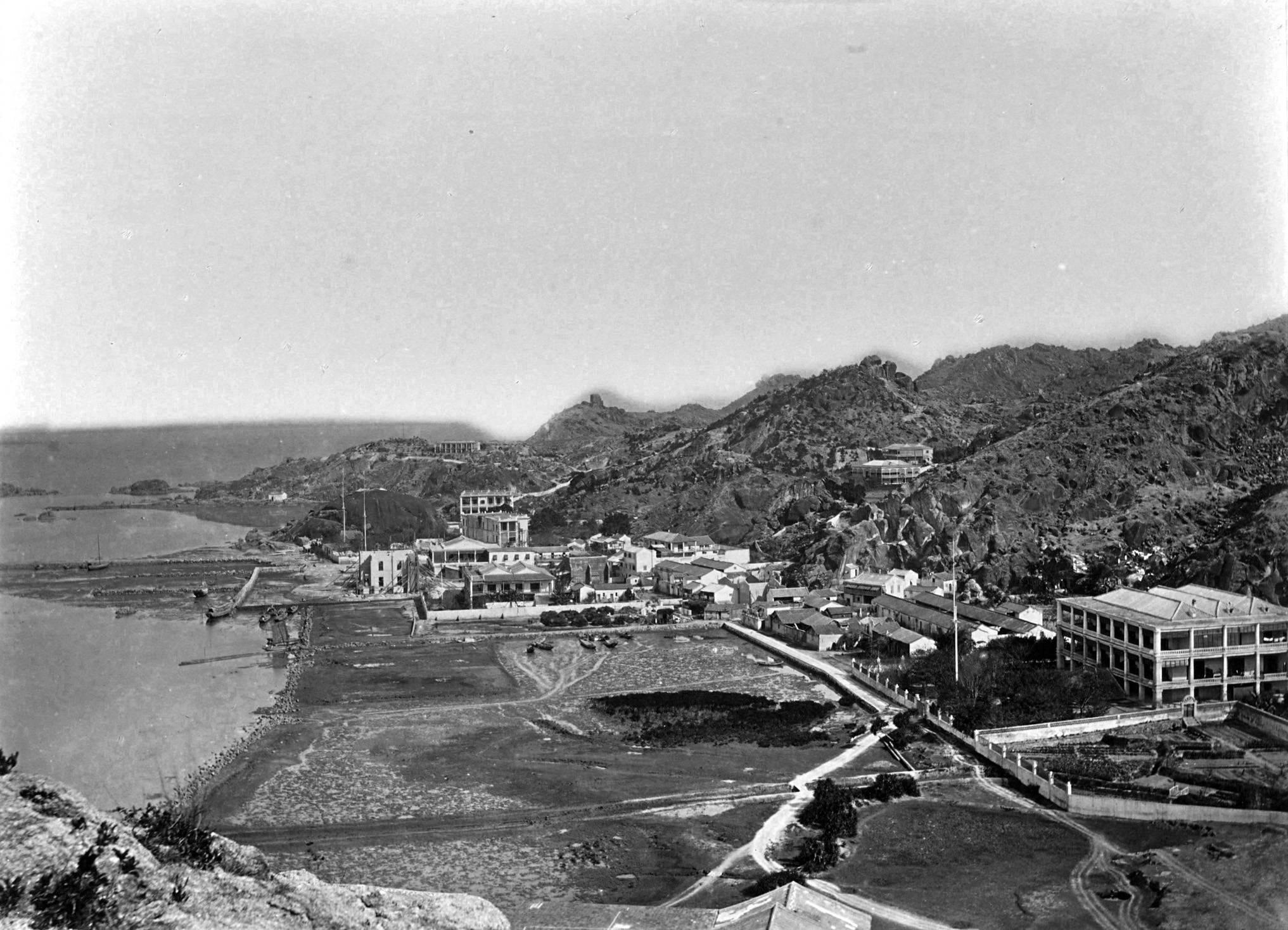
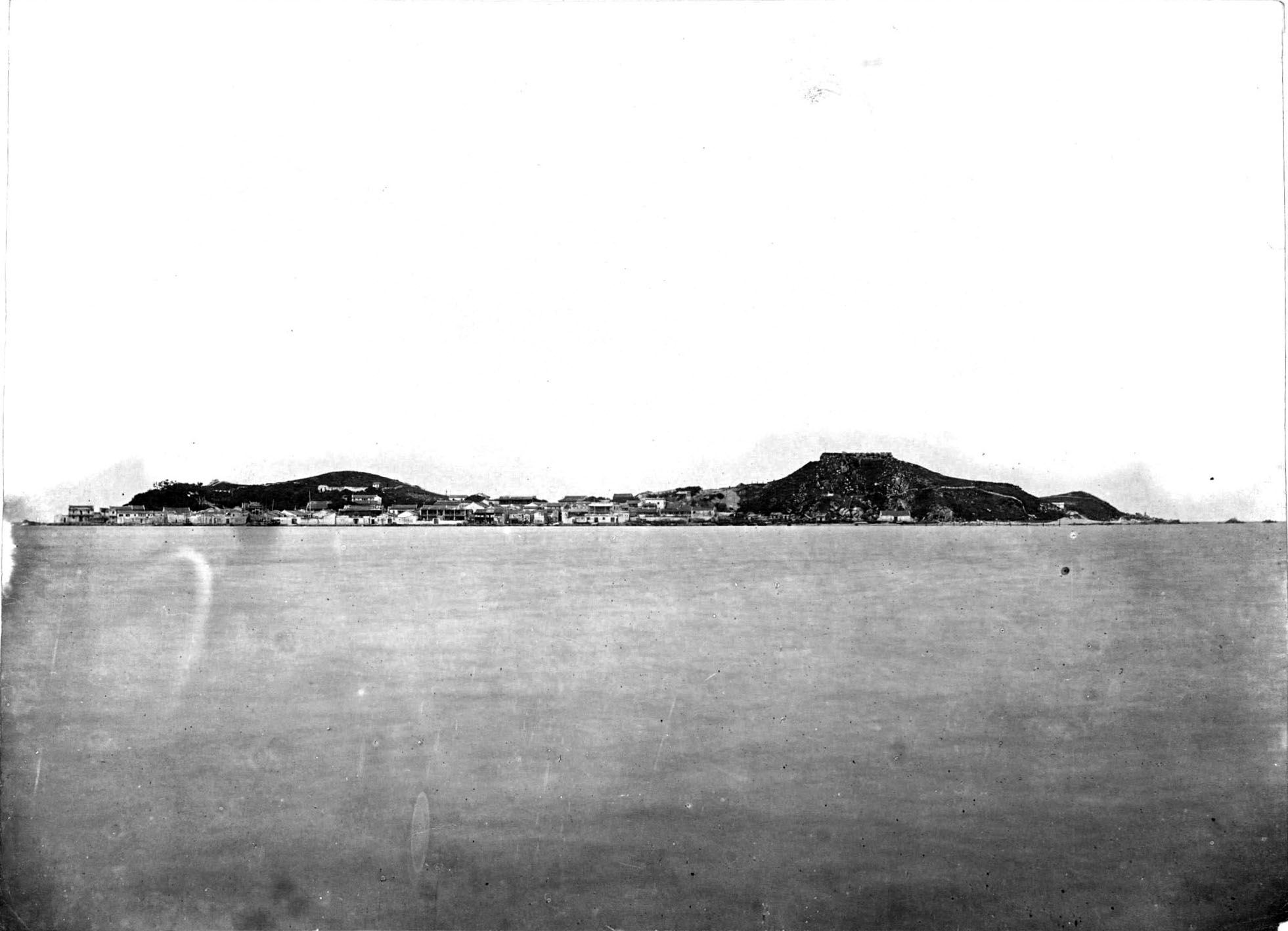
十九世纪，西方人将妈屿、鹿屿合称为“双岛”（Double Island）。